# 다이렉트 맞비차
| 9  | 8  | 7  | 6  | 5  | 4  | 3  | 2  | 1  |    |
| 香 | 桂 | 銀 | 金 | 王 | 金 |    | 桂 | 香 | 一 |
|    |    |    |    |    |    |    | 飛 |    | 二 |
| 歩 | 歩 | 歩 | 歩 | 歩 | 歩 | 銀 | 歩 | 歩 | 三 |
|    |    |    |    |    |    | 歩 |    |    | 四 |
|    |    |    |    |    |    |    |    |    | 五 |
|    |    | 歩 |    |    |    |    | 歩 |    | 六 |
| 歩 | 歩 |    | 歩 | 歩 | 歩 | 歩 |    | 歩 | 七 |
|    | 銀 |    | 玉 |    | 銀 |    | 飛 |    | 八 |
| 香 | 桂 |    | 金 |    | 金 |    | 桂 | 香 | 九 |

다이렉트 맞비차(ダイレクト向かい飛車、ダイレクトむかいびしゃ)란 쇼기의 전법 중 하나이다. 몰이비차로 분류되고 맞비차 전법의 일종이나, 각 교환도 불사하지 않거나, 각 교환이 전제인 힘쇼기 몰이비차(각길을 막지 않는 몰이비차)이다. 2011년(헤이세이 23년) 즈음부터 프로에서 채용 수가 늘기 시작해 2013년(헤이세이 25년)에는 대유행을 보였다.
종래 사용됐던 '각 교환 사간비차'의 한 변화인 두 수 버리기 맞비차는 (후수라면) 비차를 일단 4줄로 몰고 나서 다시 2줄로 몰고, 선수가 비차를 둘 곳의 역습을 노리는 전법이었다. 4줄로 도중 하차를 해야만 하는 것은 앉은비차 측에게 ▲6五각(후수라면 △4五각)이라는 유력한 반격 수단이 있고, 이를 막기 위해서였다. 다이렉트 맞비차는 이 ▲6五각으로의 대책이 급소라고 할 수 있다.
단, 종래의 '맞비차'도 비차를 8줄에서 2줄(후수의 경우)로 몰았고, 4줄로의 도중 하차는 없다. '다이렉트'란 어디까지나 4줄로의도중 하차를 어쩔 수 없이 하게 되는 각 교환형 사간비차와의 대비에 따라 생겨난 표현이다. 이 수 얻기를 살려 후수에서 적극적으로 움직이는 경우도 가능하다. 오이시 다다시(大石直嗣)나 사토 야스미쓰(佐藤康光)가 특기로 하고 있다.
※이 전법은 후수에서 많이 사용되므로 몰이비차 측이 후수인 경우를 기준으로 해설한다. 선수에서도 응용은 가능하나 후수에 비해 조건이 많다.

## 등장의 배경
좌미노나 앉은비차 동굴곰의 등장에 따라 한 때 쇠퇴했던 몰이비차 전법은 후지이 시스템, 고키겐 중비차의 출현으로 큰 변혁을 맞이했다.
후지이 시스템(藤井システム)은 기본적으로는 종래의 각길을 막는 몰이비차의 왕도인 사간비차의 초반 진형을 전제로 두는 방법으로, 한 때 주류였으나, 앉은비차 측의 대책의 진보에 따라 후지이 시스템의 성공률도 내려가고 있었다. 이런 흐름에서 애초에 몰이비차 측의 각길이 막혀있기 때문에 앉은비차 측으로 좋은 울타리를 허가해 줘버리는 것은 아니냐는 목소리가 나왔다.'(앉은비차 측에서 본) 몰이비차에는 각 교환'이라는 상식에 반대로 '몰이비차 측은 각 교환 거부'라는 도그마 그 자체가 수정이 재촉되었다.
그때 초반에 각길을 막는 수를 생략해 각길을 연 채로 하는 힘쇼기 몰이비차(각길을 막지 않는 몰이비차)가 시험되게 되었다. 이미 마스다식 이시다류나 다테이시류 사간비차가 선행해서 유행하고 있었으나, 고키겐 중비차의 등장이 이 경향에 박차를 가했다.
각길을 막지 않는 몰이비차에 있어서 앉은비차 측의 각 교환 후의 4三·8三 양성을 노린 ▲6五각(몰이비차 측이 후수인 경우)의 대책은 고민거리였고, 당초는 한 번 사간비차로 몰고 옥을 감싸, 8三을 지킨 뒤 맞비차로 다시 모는 두 수 버리기 맞비차(二手損向かい飛車)가 출현했다. 이 전법은 한 수 버리기 각 교환과의 병용도 있어서 한 때 유행을 보였다. 하지만 두 수 버리기로의 저항감으로 유행은 잦아들었다. 그런 도중 사토 야스미쓰(佐藤康光)는 각 교환 사간비차(두 수 버리기 맞비차)의 초반에 한 번 사간비차로 모는 수순을 생략하고, 초기 위치(후수라면 8二)에서 ▲6五각으로의 대책을 하지 않고 △2二비로 모는 힘쇼기 맞비차를 실전에서 시험해 주목됐다. 이것이 다이렉트 맞비차이다. 앉은비차 측에서 ▲6五각으로 두어져도 몰이비차 측이 △7四각으로 반격하는 대항 수단(혹시 ▲4三각성으로 해도 △5二금우에서 마를 포획 가능하다)이 있으므로 호각이라고 하는 것이 주장이다.
▲6五각 △7四각 ▲4三각성에 △5二금우 또는 △4二금에서 말로 넣는 것이 포인트이다. 혹시 △5二금좌로 두면 ▲2四보의 반격(△4三금이면 ▲2三보성에서 선수 우세, △2四동은이면 ▲3四마에서 마를 구할 수 있다)이 있고, △동보의 한 수에 ▲2三보 △동비 ▲3二마로 비차가 포획된다. △2二비 ▲동마 △동은 ▲7七계에서 후수의 △3三각을 지우면서 7四의 각을 노린다(▲7五보에서 각이 죽는다). 각의 도망갈 길을 연 △6四보의 한 수에 ▲2四비로 보 썰기를 해소해 선수는 충분하다. 따라서 ▲4三각성에 △5二금우는 ▲동마 △동금 ▲7五금, △4二금은 ▲6一마 △동옥 ▲7五금(▲4二동마는 △동비 ▲7五금에 △4七각성이 있어 실패)으로 각을 돌려받는 전개로 된다.
그 외에도 ▲6五각 △7四각에 ▲동각 △동보 ▲7五보(△동보라면 ▲6五각에서 △7四각으로 둘 수 없다)라는 방법도 있고, 난해한 형태로 구성돼있다.
또, 각 교환 사간비차에서도 후수가 유리하게 될 수 있는 것이므로 버리기가 한 수 적은 다이렉트 맞비차라면 더욱 쉽게 후수가 유리하게 될 수 있는 것은 아닐까 하는 이유에서 모두에서 기술한 대로 2011년부터 2000년대에 걸쳐 대유행을 보였다.
오이시 다다시는 이 전법을 구사해 2013년도는 NHK배 TV 쇼기 토너먼트(NHK杯テレビ将棋トーナメント)에서 베스트 4, 순위전에서 C급 1조 승급이라는 좋은 성적을 올리고 쇼기 대상 신인상을 수상했다.

## 도나리식
도나리 류마(都成竜馬)는 첫수 ▲7六보 △3四보 ▲2六보 △9보로 하는4수째 ９四보 전법에서 궁리를 한 다이렉트 맞비차를 고안했다. 이하▲2五보 △9五보에서 ▲6八옥이면 △8八각성 ▲동은 △2二은으로 하고 이하 3八은(4八은도 있다) △3三은 ▲7八금에서 △4四보로 하고 난 뒤 ▲4六보 △2二비로 비차를 몬다.
| 9  | 8  | 7  | 6  | 5  | 4  | 3  | 2  | 1  |    |
| 香 | 桂 | 銀 | 金 | 王 | 金 |    | 桂 | 香 | 一 |
|    |    |    |    |    |    |    | 飛 |    | 二 |
|    | 歩 | 歩 | 歩 | 歩 |    | 銀 | 歩 | 歩 | 三 |
|    |    |    |    |    | 歩 | 歩 |    |    | 四 |
| 歩 |    |    |    |    |    |    | 歩 |    | 五 |
|    |    | 歩 |    |    | 歩 |    |    |    | 六 |
| 歩 | 歩 |    | 歩 | 歩 |    | 歩 |    | 歩 | 七 |
|    | 銀 | 金 | 玉 |    |    | 銀 | 飛 |    | 八 |
| 香 | 桂 |    |    |    | 金 |    | 桂 | 香 | 九 |

| 9  | 8  | 7  | 6  | 5  | 4  | 3  | 2  | 1  |    |
| 香 | 桂 |    | 金 |    |    |    | 桂 | 香 | 一 |
|    | 王 | 銀 |    | 金 |    |    | 飛 |    | 二 |
|    | 歩 | 歩 | 角 | 歩 |    | 銀 |    | 歩 | 三 |
|    |    |    | 歩 |    | 歩 | 歩 |    |    | 四 |
| 歩 |    |    |    |    |    |    | 歩 |    | 五 |
|    | 歩 | 歩 |    |    | 歩 | 歩 |    |    | 六 |
| 歩 | 銀 | 桂 | 歩 | 歩 | 銀 | 桂 |    | 歩 | 七 |
|    |    | 金 | 玉 |    |    | 金 |    |    | 八 |
| 香 |    |    |    |    |    |    | 飛 | 香 | 九 |

△4四보의 의미는 비차를 몬 뒤의 ▲6五각에 대해 △7四각으로 합쳐 이하 ▲4三각성이면 △5八금으로 됐을 때, 4三의 보를 미리 해 둬 가진 말로 되지 않게 하는 궁리이다.
돌아와서 △7四각을 합치는 것에는 ▲동각 △동보로 선수 ▲7五보도 있다. △동보는 다시 ▲6五각, △7二비는 ▲7四보 △3二금 ▲3六보 △7四비 ▲3七은, △7二금은 ▲7四보 △6二은 ▲7七은 등.
그림 2-1에서는 ▲4七은 이하 그림 2-2와 같은 전개가 일례이다. 또 후수 4수째 △9四보에 ▲2五보가 아닌 ▲9六보로 9줄의 위치를 잡히지 않게 하는 수단도 있다. 이외에 선수 2五의 보나 3六의 계두를 노리는 후수 △1四각의 수단도 있다.

## 출전
1. 1 2 3  오이시 2013, 8쪽.
2. 1 2 3 4  우에노 2014, 20-22쪽.
3. ↑  우에노 2014, 4-7쪽.
4. ↑  선수에서는 사토 야스미쓰의 ▲7六보 △8四보 ▲1六보 △3四보 ▲1五보의 오프닝으로 시작하는 '1줄 자리잡기 힘쇼기 몰이비차'이다. 『사토 야스미쓰의 힘쇼기 몰이비차(佐藤康光の力戦振り飛車)』(마이니치 커뮤니케이션즈(毎日コミュニケーションズ), 2010년) 참조
5. ↑  도나리 2021
6. ↑  ▲2四보 △동보 ▲동비에서는 △2二비로 하는 순이나 △8八각성 ▲동은 △3三각 ▲2八비 △2六보에서 8八의 은을 3三의 각으로 잡아 △2七은이 알려져있다. △2六보에 ▲7七계로 케어하면 △2二비에서 3二은.

## 참고 문헌
- 우에노 히로카즈(上野裕和) (2014), 《NHK 쇼기 강좌 2014년 9월호 별책 부록 우에노 히로카즈의 NHK배의 초반을 알 수 있다! (2) 각 교환 사간비차/다이렉트 맞비차(NHK将棋講座 2014年9月号 別冊付録 上野裕和のNHK杯の序盤がわかる! (2) 角交換四間飛車 / ダイレクト向かい飛車)》, NHK 출판(NHK出版)
- 오이시 다다시(大石直嗣) (2013), 《다이렉트 맞비차 철저 가이드(ダイレクト向かい飛車徹底ガイド)》, 마이나비, ISBN 978-4839947637
- 가쓰마타 기요카즈(勝又清和) 「가쓰마타 교수의 최신 전법 강의 제3회 몰이비차 크로니클의 권(勝又教授の最新戦法講義 第3回 振り飛車クロニクルの巻)」 쇼기 세계(将棋世界) 2008년 8월호 P82-P95 게재
- 사토 야스미쓰(佐藤康光) 『사토 요시미쓰의 힘쇼기 몰이비차(佐藤康光の力戦振り飛車)』 (일본쇼기연맹(日本将棋連盟), 2010년)
- 센자키 마나부(先崎学)·기타오 마도카(北尾まどか) 『센자키 마나부의 바로 아는 현대 쇼기(先崎学のすぐわかる現代将棋)』 (일본방송출판협회(日本放送出版協会), 2010년) P176-P185
- 도나리 류마(都成竜馬)(2021년) 마이나비 쇼기 BOOKS(マイナビ将棋BOOKS), 도나이류 신형 다이렉트 맞비차(都成流 新型ダイレクト向かい飛車), 마이나비 출판(マイナビ出版)